# Cedral (Mexique)
Pour les articles homonymes, voir Cedral.

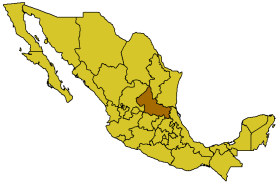
Etat de San Luis Potosi

Cedral est une municipalité de L'État de San Luis Potosí, au Mexique, où fut découvert en 1977 un site préhistorique du Paléolithique supérieur.

## Historique
Depuis 1977, les fouilles archéologiques du site de Cedral, au Mexique, ont livré de nombreux vestiges dans des strates géologiques datées d'environ 15 000 à 40 000 ans.
En 1999, Jose Luis Lorenzo et Lorena Mirambell ont publié l'état des découvertes à cette date.

## Vestiges
De nombreux ossements fossiles d'animaux, accompagnés d'outils lithiques, tels que racloirs circulaires en micro-cristal de quartz produits par percussion, ont été datés de 31 000 ans.
D'autres outils, tels qu'une pierre de chaux/craie en forme de noyau, sont issus d'une strate datée de 15 000 ans.
Un foyer contenant un morceau de charbon de bois a été daté de 33 000 à 35 000 ans, ainsi que des tarses proboscibiens (mastodontes ou mammouths) travaillés et bagués.
Trois foyers, contemporains entre eux, ont été datés entre 26 000 et 28 000 ans, alors que deux autres foyers ont été datés respectivement de 36 000 à 40 000 ans pour le plus ancien et de 21 000 à 23 000 ans pour le plus récent.
Tous les foyers sont dans des couches ou strates successives. Leurs tailles varient de 60 cm à 1,70 mètre de diamètre. Tous contiennent beaucoup de fragments de bois ou d'os brûlés, ce qui a permis une datation de chacun des foyers trouvés.